# Hlibiwka
Hlibiwka (ukr. Глібівка, hist. pol. Hlebówka) – wieś na Ukrainie, w obwodzie kijowskim, w rejonie wyszogrodzkim. W 2001 liczyła 984 mieszkańców.